# Süderpolder
Süderpolder è una frazione (Ortsteil) del comune di Norden, nel land della Bassa Sassonia, in Germania.

## Storia
Già comune autonomo nel circondario di Norden, fu soppresso e incorporato a Neuwesteel il 1º ottobre 1939. Insieme con Neuwesteel, fu unito a Norden il 1º luglio 1972.